# Padasjoki
Padasjoki es un municipio de Finlandia localizado en la provincia de Finlandia Meridional y es parte de la región Päijänne Tavastia. 

## Demografía
El municipio tiene una población de 3.136 (2016) y cubre una área de 729,87 km² de los cuales 206,68 km² corresponden a agua. La densidad de población es de 5,99 habitantes por km².
El finlandés es la lengua oficial.

## Cultura
Padasjoki es un conocido centro turístico, teniendo más casas de veraneo que permanentes. 
En febrero se celebra un evento de esquí anual en el lago Päijänne y durante el primer fin de semana de julio un mercado de cerveza casera (Sahtimarkkinat). En el verano se hacen torneos de vela, también en el lago (Päijännepurjehdus).    